# 楠部文
楠部 文（くすべ あや、1966年 - ）は、イラストレーター。

## 人物
- 埼玉県出身。父はシンエイ動画創設者である楠部大吉郎。兄はシンエイ動画所属の楠部工。
- 児童書や幼児誌を中心に活躍中で10年以上に渡って「ドラえもんカレンダー」のコンセプトデザインも担当。

## エピソード
兄・楠部工が「ドラえもんのうた」を作詞した縁で、中学1年の時には父の勧めで「ドラミちゃんのえかきうた」の作詞も担当した。「ドラえもんのえかきうた」がドラえもんの全身を描いているのに対し、「ドラミちゃんのえかきうた」はドラミの顔しか描いていないが、これは本人のコメントによると、体までは作れなかったとのこと。

## 作品
- ポケモンえほんシリーズ
  - 33 - ちいさなゴースト （1998年）
  - 45 - きみのうしろのゲンガー （1999年）
  - 48 - ミュウツーがみている! （2000年、文：とだあきひと）

そのほか、個人のホームページで
- ギリギリスな日々

オリジナル作品「さがしています、さがしています」などが閲覧できる。